# Appertiella
Appertiella, monotipski biljni rod iz porodice žabogrizovki. Jedina je vrsta endem A. hexandra s otoka Madagaskara.
To je vodena biljka, vrlo ugrožena, poznata samo iz nekoliko malih privremenih bara.